# Beta Horologii
Beta Horologii (32 Horologii) é uma estrela na direção da Horologium. Possui uma ascensão reta de 02h 58m 47.77s e uma declinação de −64° 04′ 16.7″. Sua magnitude aparente é igual a 4.98. Considerando sua distância de 313 anos-luz em relação à Terra, sua magnitude absoluta é igual a 0.07. Pertence à classe espectral A5III.